# Phyllodactylus paucituberculatus
Espèce
Statut de conservation UICN

 DD  : Données insuffisantes
Phyllodactylus paucituberculatus est une espèce de geckos de la famille des Phyllodactylidae.

## Répartition
Cette espèce est endémique du Michoacán au Mexique.

## Publication originale
- Dixon, 1960 : Two new geckos, genus Phyllodactylus (Reptilia: Sauria), from Michoacan, Mexico. Southwestern Naturalist, vol. 5, no 1, p. 37-42.